# Komm zu mir!
Komm zu mir! ist ein Lied der deutschen Rock-Musikgruppe Unheilig, das als zweite Single aus ihrem ersten Studioalbum Phosphor ausgekoppelt wurde. Die Erstveröffentlichung fand am 7. Mai 2001 in Deutschland statt. Die Single ist als Maxi-CD nur in Deutschland zu erwerben, in allen anderen Ländern ist der Song nur als Download erhältlich. Musik und Text des Liedes stammen vom Grafen und Grant Stevens, produziert wurde es von José Alvarez-Brill, somit ist das Lied eine reine Unheilig-Produktion. Die Maxi-CD enthält noch folgende B-Seiten: Die Macht (Remix) und Willenlos (Schwarze Witwe Remix). Das Lied wurde unter dem Label Bloodline veröffentlicht.

## Lied
Im Lied geht es um den Tod und um das Leben nach dem Tod, ständig wird der Satz Komm zu mir! wiederholt, welcher so viel heißt wie “komm zu mir in den Himmel”. Daneben werden auch all’ die schönen Seiten und die Vorteile des Himmels aufgezählt.

„Komm zu mir, komm zu mir

dort wo dein tiefer Schmerz zerschellt

…dort wo nur Schattenschönheit zählt

…am Himmel blüht ein neuer Stern

…neige dein Haupt vor deinem Herrn“

## Cover
Das Cover zur Maxi-Single, von Dusan Tutovic erstellt, zeigt einen schwarzen Hintergrund mit goldenem Schriftzug mit dem Namen der Band und dem Titel des Liedes. Außerdem ist auf der Rückseite folgender Satz zu sehen:

„UNHEILIG gegen Gewalt und Rassismus

Sage Ja! zu Toleranz.“

## Musikvideo
Im Musikvideo zu Komm zu mir! ist keiner der Band zu sehen. Im gesamten Video ist einzig eine sich ständig bewegende, leuchtende Sonne zu sehen. Regie bei dem Video führten André Paulssen und Phillip Schubert.

## Mitwirkende
- André Paulssen: Musikvideo Regisseur
- Christoph Termühlen („Licky“): Gitarre
- Der Graf: Gesang, Programmierung, Musik, Text
- Dusan Tutovic: Covergestaltung
- Grant Stevens: Musik, Text
- Henning Verlage: Hintergrundgesang, Keyboard, Programmierung
- José Alvarez-Brill: Produktion
- Phillip Schubert: Musikvideo Regisseur